# Powiat Karcag
Powiat Karcag (węg. Karcagi járás) – jeden z siedmiu powiatów komitatu Jász-Nagykun-Szolnok na Węgrzech. Siedzibą władz jest miasto Karcag.

## Miejscowości powiatu Karcag
- Berekfürdő
- Karcag
- Kenderes
- Kisújszállás
- Kunmadaras